# En plein cauchemar
 (mars 2020).
Si vous disposez d'ouvrages ou d'articles de référence ou si vous connaissez des sites web de qualité traitant du thème abordé ici, merci de compléter l'article en donnant les références utiles à sa vérifiabilité et en les liant à la section « Notes et références ».
Pour plus de détails, voir Fiche technique et Distribution.
En plein cauchemar (Nightmares) est un film d'horreur à sketches américain réalisé par Joseph Sargent, sorti en 1983.

## Synopsis
4 histoires horrifiques composent ce film. Dans la première, une femme qui s'est rendue de nuit dans un magasin, y croise un tueur… Dans la seconde, un adolescent devient obsédé par un jeu d'arcade à un point démoniaque… Dans la troisième, le prêtre d'une petite ville qui vient de perdre la foi est pris en chasse par un pick-up noir… Dans la quatrième, une famille rencontre des problèmes avec un rat qui pourrait être plus gros que ce qu'ils pensaient…

## Fiche technique
- Titre original : Nightmares
- Titre français : En plein cauchemar
- Réalisation : Joseph Sargent
- Scénario : Jeffrey Bloom (en), Christopher Crowe (en)
- Production : Christopher Crowe, Andrew Mirisch, Alex Beaton, Alan Barnette
- Musique : Craig Safan
- Photographie : Mario DiLeo, Gerald Perry Finnerman
- Montage : Michael Brown, Rod Stephens
- Direction artistique : Dean Edward Mitzner
- Chef décorateur : Lee Poll
- Costumes : Nancy McArdle, Nick Mezzanotti
- Pays de production : États-Unis
- Langue : anglais
- Genre : horreur/film à sketches
- Durée : 99 minutes
- Dates de sortie : 
  - États-Unis : 2 septembre 1983[1]
  - France : 13 juin 1984

## Distribution
- Cristina Raines : Lisa, The Wife (segment "Terror in Topanga")
- Emilio Estevez : J.J. Cooney (segment "The Bishop of Battle")
- Moon Unit Zappa : Pamela (segment "The Bishop of Battle")
- Billy Jayne : Zock Maxwell (segment "The Bishop of Battle")
- James Tolkan : voix du prêtre (segment "The Bishop of Battle")
- Lance Henriksen : MacLeod (segment "The Benediction")
- Tony Plana : Père Luis Del Amo (segment "The Benediction")
- Richard Masur : Steven Houston (segment "Night of the Rat")
- Veronica Cartwright : Clair Houston (segment "Night of the Rat")
- William Sanderson : employé de la station service (segment "Terror in Topanga")
- Mariclare Costello : Adele Cooney (segment "The Bishop of Battle")

## Distinctions

### Récompenses
- Festival international du film fantastique de Bruxelles 1984
  - Corbeau d'or

### Nomination
- Saturn Award 1984 : 
  - Meilleur maquillage (James R. Scribner)